# Nicolás Vikonis
Nicolás Vikonis Mureau (Montevideo, 6 aprile 1984) è un ex calciatore uruguaiano, di ruolo portiere.

## Biografia
Dalla relazione con Paola Salcedo, sorella del calciatore Carlos, ha avuto un figlio. Tuttavia la Salcedo è deceduta nel 2024 per dei colpi d'arma da fuoco.

## Carriera
Ha giocato in Uruguay dal 2001 al 2009 disputando 97 incontri con le maglie di Huracán Buceo, Fénix, Liverpool (M) e Cerrito. Dal 2009 al 2017 è stato in Colombia dove ha disputato 33 incontri in Categoría Primera B con l'Atlético Bucaramanga e 177 in Categoría Primera A con Patriotas Boyacá e Millonarios. Nel 2018 si è trasferito al Puebla.